# Emil Rabending

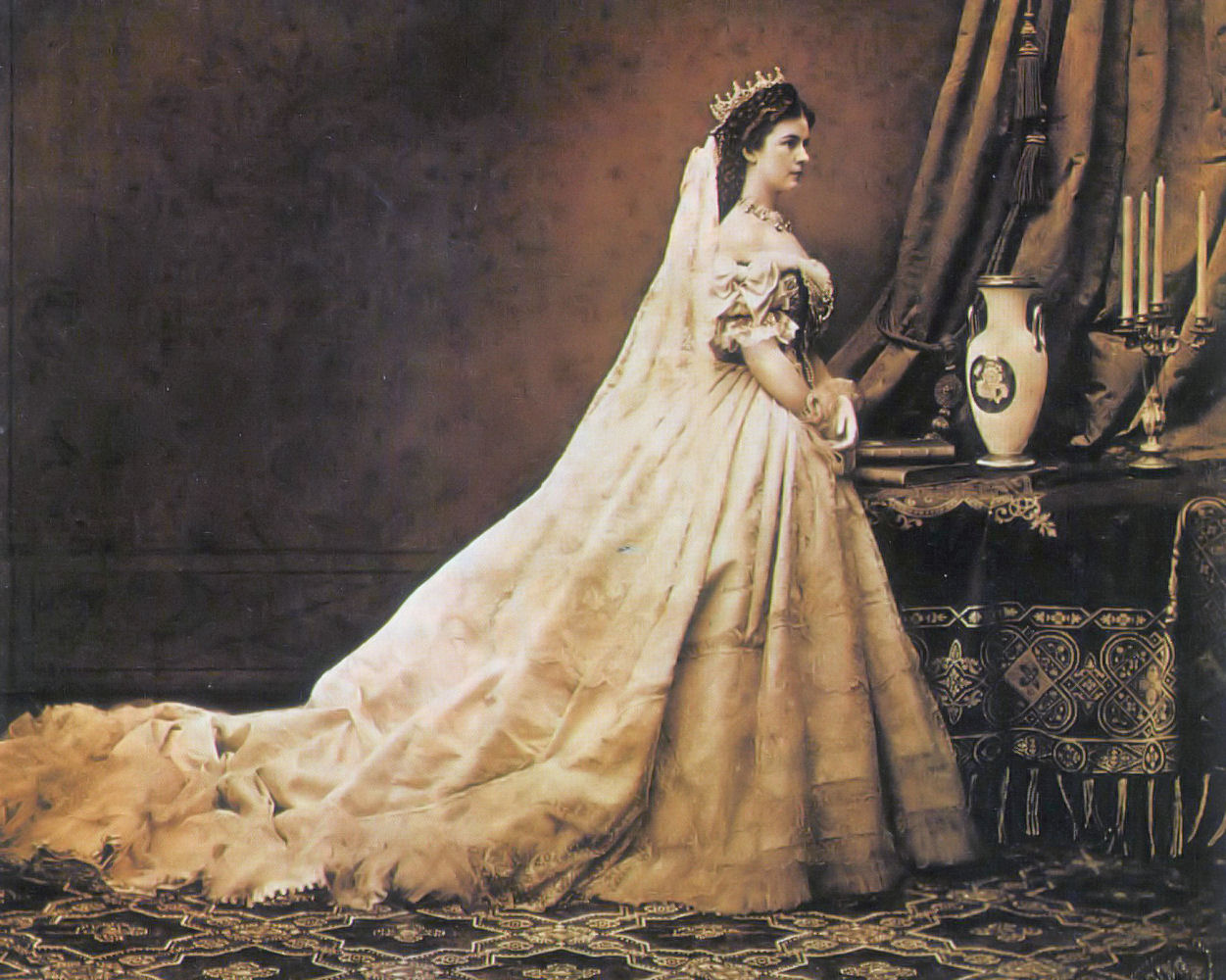
Emil Rabending: Alžběta Bavorská, 1867

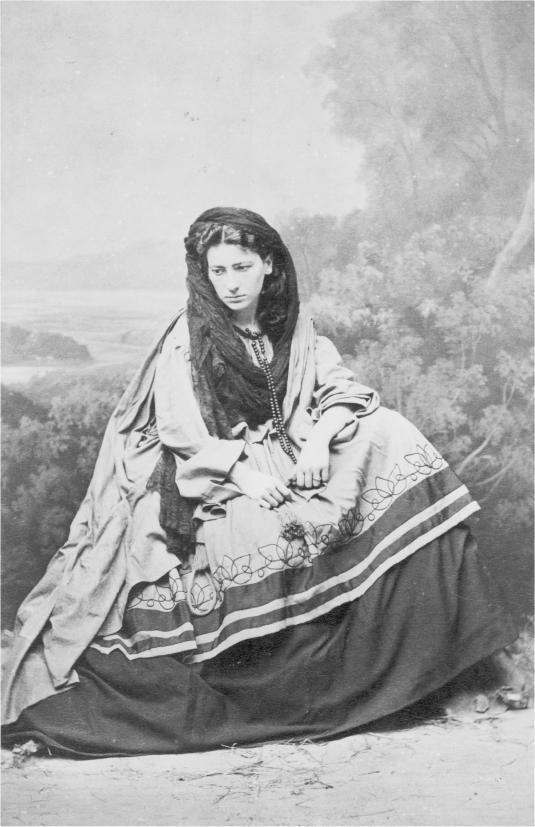
Emil Rabending: Herečka Charlotte Wolter

Emil Rabending (1823 Erfurt – 1886 Frankfurt nad Mohanem) byl rakousko-uherský fotograf, známý svými portréty významných osobností. Ve své době patřil k nejvýznamnějším vídeňským fotografům společně s Josefem Löwym a Ludwigem a Victorem Angererovými.
Na svých portrétních snímcích zavedl v roce 1867 úpravy „do ztracena“, při které vymaskoval okolí postavy, aby se pozornost diváka soustředila na portrétovaného. Snímek působil částečně výtvarným dojmem a připomínal grafiku. Kolem roku 1870 byla tato úprava ve fotoateliérech celkem výjimečná a až později se používala více, například také pražským studiem J. F. Langhans.
Portrétoval některé příslušníky císařské rodiny, u nichž malířským pojetím zvýraznil jejich ušlechtilost. Fotografoval ještě takové osobnosti, jako byla například Alžběta Bavorská, ministr Joseph Philippovich von Philippsberg, korunní princ Rudolf, klavíristka Clara Schumann nebo herečka Charlotte Wolter.